# Изар
Изар (на немски: Isar) е река в Австрия (провинция Тирол) и Германия (провинция Бавария), десен приток на Дунав. Дължина 292 km, площ на водосборния басейн 8965 km².

## Географска характеристика
Река Изар води началото си на 1948 m, от хребета Карвендел (част от Тиролските Алпи, в северната част на провинция Тирол, Австрия, на 12 km северно от град Инсбрук. На територията на Австрия тече в западна посока, а при австрийското градче Шарниц завива на север и навлиза на територията на Германия, провинция Бавария. Тук в началото тече на север, след селището Крюн – на изток-североизток, след изтичането си от язовира Силвенщайнзе – отново на север, а от град Фрайзинг до устието си – в североизточна посока. До град Бад Тьолц Изар тече през Тиролските Алпи и е типична планинска река с дълбока и тясна долина и бързо течение. След това преминава през Швабско-Баварското плато, където долината ѝ се разширява и изплитнява, а течението ѝ се успокоява. Влива се отдясно в река Дунав, при нейния 2282 km (от устието), на 3 km южно от град Дегендорф, в провинция Бавария.
На изток и юг водосборният басейн на Изар граничи с водосборните басейни на реките Филс и Ин (десни притоци на Дунав), а на запад и северозапад – с водосборните басейни на реките Лех, Гросе Лабер, Клайне Лабер и Айтерах (десни притоци на Дунав). В тези си граници площта на водосборния басейн на Изар възлиза на 8965 km² (1,1% от водосборния басейн на Дунав). Основни притоци: леви – Яхен (23 km), Лойзах (113 km), Моозах (50 km), Ампер (168 km); десни – Рис, Земпт (46 km).
Изар има ясно изразено пълноводие през късната пролет и ранното лято в резултат от топенето на снеговете в Алпите, а през зимата силно намалява. Често явление през лятото са епизодичните прииждания на реката в резултат на поройни дъждове във водосборния ѝ басейн. Среден годишен отток в устието 185 m³/sec.
На австрийска територия единственото селище по течението на реката е градчето Шарниц (провинция Тирол), а на германска територия – градовете Бад Тьолц, Мюнхен, Фрайзинг, Ландсхут и Динголфинг. По течението на реката е изградена каскада от ВЕЦ-ове с обща мощност над 150 хил.квт, които задоволяват под 1% от потреблението на ток в Бавария. Река Изар няма транспортно значение, тъй като в никоя част не е плавателна. В миналото, преди развитието на железопътната мрежа, по нея се е транспортирал дървен материал и други стоки от Бад Тьолц през Мюнхен до Дунав. На брега на реката са разположени и двата реактора на АЕЦ „Изар“, които произвеждат ток, покриващ около 40% от нуждите на Бавария. По този начин реката индиректно подпомага производството на електроенергия.

## Историческа справка
През 1154 г. Ото Фрайзингски установява контрол над търговията със сол, добивана в Райхенхал, тъй като моста на река Изар при Оберфьоринг (днес в Мюнхен) е под негово управление. Вследствие на конфликт с херцога на Бавария, Хайнрих Лъв, мостът е подпален, а Хайнрих Лъв построява нов мост по-надолу по течението на реката, който търговците са задължени да ползват.